# Armando Dionisi
Armando Dionisi (n. 11 octombrie 1949, Canterano, Lazio, Italia) este un om politic italian, membru al Parlamentului European în perioada 2004-2009 din partea Italiei.
1. ↑  Deputații în Parlamentul European